# 上福元俊哉
上福元 俊哉（かみふくもと しゅんや、1986年9月26日 - ）は、千葉県千葉市出身のフットサル選手である。Fリーグ・立川・府中アスレティックFC所属。ポジションはピヴォ。
プロサッカー選手の上福元直人は実弟。

## 経歴
ジェフユナイテッド市原・千葉の下部組織出身。大学時代までサッカー選手としてプレーし、卒業後は大学時代の同級生に誘われフットサル選手に転身。3年間はアマチュア選手として臨時講師を務めながらプレーをした。2012-13シーズンよりFリーグ・府中アスレティックFCに加入し6年間プレー。府中の攻撃の軸を担った。
2018-19シーズン、府中時代に指導を受けた伊藤雅範の誘いを受けバサジィ大分に移籍。移籍初年度ながらキャプテンを務めた。2019-20シーズン、フウガドールすみだに移籍。2020-21シーズンは古巣である立川・府中アスレティックFCに復帰。
2021年2月17日、2020-21シーズンを最後に現役を引退すると発表した。

## 所属クラブ
サッカー
- 北貝塚FC
- ジェフユナイテッド市原・千葉 U-15[1]
- 船橋市立船橋高等学校[1]
- 順天堂大学[1]

フットサル
- ディスフルタール[1]
- セニョール[1]
- 柏TOR'82[1]
- 2013年 - 2018年 府中アスレティックFC
- 2018年 - 2019年 バサジィ大分
- 2019年 - 2020年 フウガドールすみだ
- 2020年 - 立川・府中アスレティックFC